# Ludwig Wimmer
Ludwig Philipp  Wimmer (* 17. August 1870 in Füssen; † im 20. Jahrhundert) war ein deutscher Verwaltungsjurist, Bezirksamtmann in Günzburg und  bayerischer Ministerialbeamter.

## Leben
Ludwig Wimmer studierte Rechtswissenschaften an der Ludwig-Maximilians-Universität München.  Seit dem Studium war er Mitglied der Studentenverbindung Akademischer Gesangverein München im SV. Er legte 1896 das Große juristische Staatsexamen ab und kam als Rechtspraktikant zur Kammer des Innern bei der Regierung von Niederbayern. Bevor er am 1. August 1900 Assessor beim Bezirksamt Beilngries wurde, war er beim Bezirksamt Kelheim und bei der Polizeidirektion München beschäftigt. Nachdem er 1904 zum Bezirksamt Stadtamhof gewechselt war, kam er zum 1. November 1906 in des Staatsministerium des Innern, wurde 1909 Regierungsassessor und  zum 1. Oktober 1910 als Bezirksamtmann mit der Leitung des Bezirksamtes Günzburg beauftragt.  Dieses Amt hatte er bis zu seiner Rückkehr als Regierungsrat ins Ministerium des Innern im Mai 1915  inne. Dort wurde er 1917 Oberregierungsrat und wechselte 1918 in das Staatsministerium für soziale Fürsorge, wo er im Jahr darauf Ministerialrat wurde. Im März 1920 wurde er in diesem Ministerium Staatsrat und wechselte 1928 zum Staatsministerium für Landwirtschaft. Zum 1. Februar 1929 wurde er Präsident des bayerischen Landesversicherungsamtes und des Landesversorgungsgerichts. Zum 1. Juli 1935 ging er in den Ruhestand. Zu diesem Zeitpunkt wurden die Ämter aufgelöst.